# アルカナム:オブ・スティームワークス・アンド・マジック・オブスキュラ
『アルカナム：オブ・スティームワークス・アンド・マジック・オブスキュラ』（Arcanum: Of Steamworks and Magick Obscura）は、アメリカのTroika Gamesによって開発されたアクションロールプレイングゲーム。2001年8月21日に発売された。は元々西洋でシエラ・オンラインから発売されたそうで。で、日本ではカプコンが発売した。日本語マニュアル付英語版 2001年9月28日発売。

## システム要件
最低:
- OS *: Windows XP / Vista / 7 / 8
- プロセッサー: 1.0 GHz
- メモリー: 256 MB RAM
- グラフィック: DirectX 7 Compatible 3D Card
- DirectX: Version 7.0
- ストレージ: 1200 MB の空き容量
- サウンドカード: DirectX Compatible

推奨:
- プロセッサー: 1.4 GHz
- メモリー: 512 MB RAM
- グラフィック: DirectX 9 Compatible 3D Card
- DirectX: Version 9.0
- サウンドカード: DirectX Compatible